# Municipio de Blue Mountain (condado de Stone)
El municipio de Blue Mountain (en inglés: Blue Mountain Township) es un municipio ubicado en el condado de Stone en el estado estadounidense de Arkansas. En el año 2010 tenía una población de 3639 habitantes y una densidad poblacional de 47,45 personas por km².

## Geografía
El municipio de Blue Mountain se encuentra ubicado en las coordenadas 35°52′4″N 92°5′54″O / 35.86778, -92.09833. Según la Oficina del Censo de los Estados Unidos, el municipio tiene una superficie total de 76.7 km², de la cual 76.67 km² corresponden a tierra firme y (0.03%) 0.02 km² es agua.

## Demografía
Según el censo de 2010, había 3639 personas residiendo en el municipio de Blue Mountain. La densidad de población era de 47,45 hab./km². De los 3639 habitantes, el municipio de Blue Mountain estaba compuesto por el 97.42% blancos, el 0.14% eran afroamericanos, el 0.3% eran amerindios, el 0.38% eran asiáticos, el 0.05% eran isleños del Pacífico, el 0.55% eran de otras razas y el 1.15% pertenecían a dos o más razas. Del total de la población el 1.29% eran hispanos o latinos de cualquier raza.